# As Never Before
As Never Before ist ein Album von Enrico Pieranunzi, Marc Johnson, Joey Baron und Kenny Wheeler. Die am 30. November und 1. Dezember 2004 im Tonstudio Bauer, Ludwigsburg entstandenen Aufnahmen erschienen 2008 auf CAM Jazz.

## Hintergrund
Enrico Pieranunzi arbeitet seit den frühen 1980er Jahren gelegentlich mit dem Bassisten Marc Johnson und dem Schlagzeuger Joey Baron zusammen. Bei diesen Sessions von 2004 wurde das Trio um den Trompeter und Flügelhornisten Kenny Wheeler ergänzt. Nach Ansicht von John Kelman wurde Pieranunzi bei diesem Album stark von Kenny Wheelers klassischer LP Gnu High beeinflusst. Für den Autor gilt das Debüt des Trompeters 1976 als Leader für ECM „mit der perfekten Besetzung des Pianisten Keith Jarrett, des Bassisten Dave Holland und des Schlagzeugers Jack DeJohnette [als] eines der einflussreichsten Alben des Jazz in kleinen Gruppen der letzten dreißig Jahre“. Das Album enthält sieben Pieranunzi-Kompositionen und zwei Gruppenimprovisationen „von völliger Spontanität, aber ebenso unmittelbarem kompositorischen Fokus.“

## Titelliste

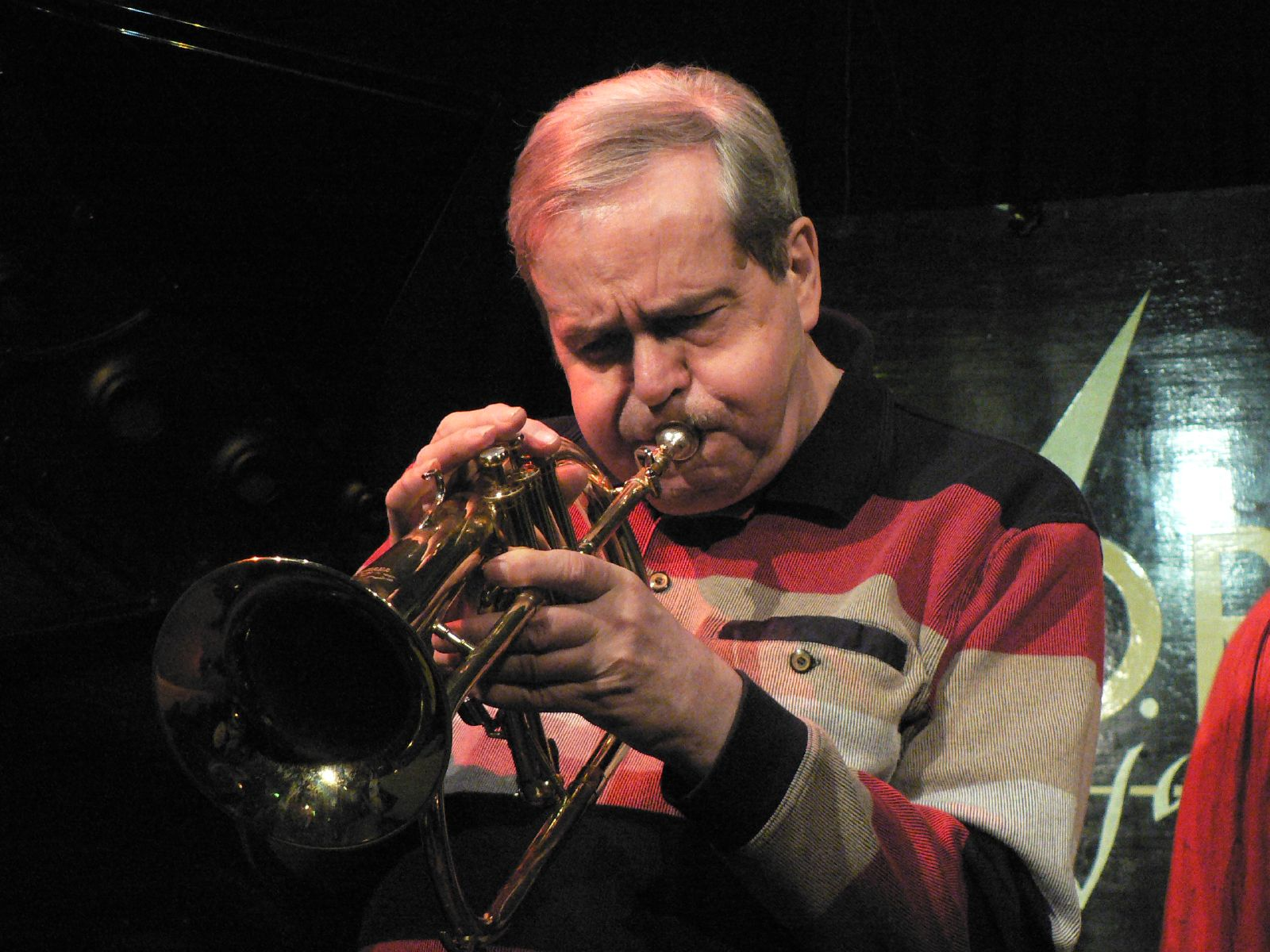
Kenny Wheeler (2007)

- Enrico Pieranunzi, Marc Johnson, Joey Baron featuring Kenny Wheeler: As Never Before (C.A.M. Jazz CAMJ 7807-2)[3]
  1. Soundings, 6:51
  2. Improheart (Pieranunzi, Baron, Wheeler, Johnson), 3:16
  3. A Nameless Gate, 6:44
  4. As Never Before, 7:48
  5. Many Moons Ago, 9:11
  6. Impromind (Pieranunzi, Baron, Wheeler, Johnson), 3:17
  7. Song for Kenny, 6:50
  8. Time’s Passage, 7:01
  9. Winter Moon, 7:20
- Alle anderen Kompositionen stammen von Enrico Pieranunzi.

## Rezeption
Nach Ansicht von Ken Dryden, der dem Album in AllMusic 4½ (von fünf) Sterne verlieh, ist Pieranunzi seit langem einer der besten Jazzpianisten in Europa mit einem Talent für Lyrik, wobei Johnson und Baron Teil vieler wichtiger Aufnahmen waren und selbst überzeugende CDs aufnahmen. Das Hauptaugenmerk bei der Session liege auf den nachdenklichen Originalkompositionen des Pianisten. Einige der Stücke hätten eine melancholische Ausstrahlung, beginnend mit dem introspektiven Opener, der Pieranunzis lateinamerikanische Unterströmung mit Wheelers emotionaler offener Trompete zeigt. Song for Kenny, vermutlich dem Trompeter gewidmet, ist eine Midtempo-Bossa-Nueva-Nummer, die Wheeler auf dem Flügelhorn präsentiert. Das Trio macht immer schöne Musik, resümiert der Autor, „wenn es die Möglichkeit hat, zusammenzuarbeiten, und die Anwesenheit von Kenny Wheeler erweist sich als inspirierte Entscheidung.“
John Kelman schrieb in All About Jazz, Pieranunzi, Johnson und Baron hätten möglicherweise nicht das Gütesiegel von Jarrett, Holland und DeJohnette. „Trotzdem haben sie sich individuell im letzten Vierteljahrhundert in einer Vielzahl von Umgebungen etabliert und jetzt, zu Beginn des dritten Jahrzehnts, als ein Trio, das zu einem musikalischen Einfühlungsvermögen befähigt ist, wie das, das Johnson mit seinem ersten großen Arbeitgeber, der verstorbenen Legende Bill Evans, erlebt hat. Pieranunzi hat, wie die meisten modernen Pianisten, Evans viel zu verdanken, aber er hat Evans als offenkundigen Bezugspunkt längst überschritten.“ Wenn es einen Pianisten gibt, mit dem er zu diesem Zeitpunkt viel teilte, meint der Autor, dann sei es John Taylor, der fünf Jahrzehnten regelmäßig mit Wheeler zusammenarbeitete, was das Paar Pieranunzi/Wheeler zu einer ebenso gewinnbringenden Kombination mache.